# Cyberpunk 2077: Bez przypadku
Cyberpunk 2077: Bez przypadku – polska powieść Rafała Kosika, stworzona na licencji gry Cyberpunk 2077. To thriller fantastycznonaukowy opowiadający o grupie sześciu nieznajomych, którzy muszą połączyć swoje siły, aby wykonać niemożliwe do realizacji zlecenie. Książka została wydana 9 sierpnia 2023 przez wydawnictwo Powergraph. Równocześnie ukazało się jej tłumaczenie na język angielski, wydane przez Orbit US oraz Orbit UK. W 2024 zdobyła nominacje do Nagrody Żuławskiego oraz Nagrody Zajdla.